# Sveti Juraj na Bregu
Sveti Juraj na Bregu è un comune della Croazia di 5 279 abitanti della Regione del Međimurje.